# Benjamin Goodrich

Benjamin Franklin Goodrich

Benjamin Franklin Goodrich (* 4. November 1841 in Ripley, New York; † 3. August 1888 in Akron, Ohio) war ein US-amerikanischer Industrieller der Gummi-Industrie und Gründer der Goodrich Corporation.

## Kindheit und Jugend
Benjamin Franklin Goodrich (genannt B.F.) war der Sohn von Anson und Susan Goodrich. Er erhielt eine Ausbildung zum Arzt und erlangte seinen Doktorgrad bei der Western Reserve University in Cleveland, Ohio.

## Berufliche Tätigkeit
Im amerikanischen Bürgerkrieg diente B.F. als Chirurg auf Seiten der Unionisten. Nach Kriegsende traf B.F. ein Lizenzabkommen mit Charles Goodyear und erwarb mit seinem Geschäftspartner J.P. Morris die Hudson Rubber Company in Melrose, New York. 1870 zog B.F. nach Akron, Ohio, und gründete dort die B.F. Goodrich, die sich zu einem bedeutenden Unternehmen der Reifenindustrie entwickelte. So wurde z. B. der Radialreifen von einem Firmenmitarbeiter entworfen.